# Judy Tyler
Judy Tyler, pseudonimo di Judith Mae Hess (Milwaukee, 9 ottobre 1932 – Rock River, 3 luglio 1957), è stata un'attrice e ballerina statunitense.
È conosciuta per il ruolo di Peggy Van Alden nel film Il delinquente del rock and roll (1957) di Richard Thorpe, accanto a Elvis Presley. Morì in tragiche circostanze poche settimane dopo aver ultimato le riprese del film..

## Biografia
Nata da una famiglia di artisti (il padre suonava la tromba nei gruppi di Paul Whiteman e Benny Goodman); la madre era stata ballerina nel corpo di ballo delle Ziegfeld Follies) che la incoraggiò a intraprendere la carriera artistica attraverso la danza, il canto e la recitazione, si aggiudicò nel 1949 il titolo di un concorso di bellezza - Miss Stardust - che le consentì di entrare come ballerina di fila nella Copacabana Chorus Line e partecipare a piccoli spettacoli televisivi destinati prevalentemente a un pubblico giovanile, per poi approdare fra il 1950 e il 1953 a programmi di spessore come Howdy Doody, in cui interpretava il ruolo di Princess Summerfall Winterspring.
A darle una prima notorietà fu però la partecipazione in un ruolo maggiore al musical di Rodgers e Hammerstein Pipe Dream che le valse una candidatura ai Tony Award alla miglior attrice non protagonista in un musical. La rivista Life dette risalto al suo talento mostrato nei teatri di Broadway. Tuttavia, mentre partecipava alle puntate di Howdy Doody e alle pièce in scena a Broadway, Tyler continuò a vivere con i genitori a Teaneck, New Jersey.
Chiamata dal cinema a recitare a Hollywood nel 1957, la ventiquattrenne attrice fu interprete nel film  Bop Girl Goes Calypso prima di recitare a fianco di Elvis Presley nel film Il delinquente del rock and roll.

## La morte

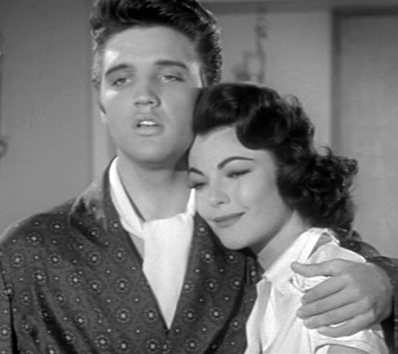
con Elvis Presley nel film Il delinquente del rock and roll

Terminate le riprese del film con Presley, Tyler e il suo secondo marito Greg Lafayette lasciarono Los Angeles per far ritorno a casa nel loro appartamento di Manhattan. Mentre attraversavano il Wyoming, il 3 luglio 1957, furono coinvolti in un incidente automobilistico sulla U.S. Route 30, a circa tre miglia a nord di Rock River. Judy morì all'istante mentre il marito si spense il giorno successivo all'ospedale di Laramie.
Le spoglie di Tyler furono cremate e tumulate nel Ferncliff Cemetery di Hartsdale (New York).
Elvis Presley rimase così scioccato dalla notizia della morte della giovane collega che non partecipò alla prima e non volle mai più rivedere il film girato con lei.

## Filmografia
- Puppet Playhouse (1947, serie televisiva)
- San Francisco Fracas (1955)
- The Elgin Hour (1955, serie televisiva)
- Tonight! (1955, spettacolo televisivo)
- Toast of the Town (1955-1956, spettacolo televisivo)
- Bop Girl Goes Calypso (1957)
- Il delinquente del rock and roll  (Jailhouse Rock), regia di Richard Thorpe (1957)
- Perry Mason (1957, serie televisiva, episodio The Case of the Fan Dancer's Horse)
- It's Howdy Doody Time (1987, speciale televisivo)
- Elvis: #1 Hit Performances (2007, video con materiale di repertorio)
- The Scene That Stole Jailhouse Rock (2007, video con materiale di repertorio)